# L'amore soldato
L'amore soldato (título original en italiano; en español El amor soldado) es un drama jocoso en tres actos con música de Antonio Sacchini y libreto de Antonio Andrei. El libreto es una reelaboración de L'amor tra l'armi que Niccolò Tassi escribió para ser musicado por Giovanni Marco Rutini, el cual fue puesto en escena el 3 de julio de 1768 en el Teatro Erranti de Siena. Se estrenó el 4 de mayo de 1778 en el King's Theatre de Londres.
Fue posteriormente representada en toda Europa: en particular se recuerdan la del 8 de julio de 1779 en París, la del 1779 en Eszterháza y la del 1781 en Florencia.
En tiempos modernos, L'amore soldato se dio en Siena en el año 1955 y posteriormente en Nápoles en enero del año 1973; en esta ocasión la ejecución fue confiada a la Orchestra Alessandro Scarlatti RAI Napoli bajo la dirección de Massimo Pradella. La representación de esta obra en Nápoles, aun hoy, es la única grabada.